# كريس سايتز
كريس سايتز (بالإنجليزية: Chris Seitz)‏ (12 مارس 1987 سان لويس أوبيسبو الولايات المتحدة - ) هو لاعب كرة قدم أمريكي، يلعب كحارس مرمى.

## وصلات خارجية
كريس سايتز على موقع الاتحاد الدولي (مؤرشف)  (الإنجليزية)
- كريس سايتز على موقع الدوري الأمريكي (الإنجليزية)
- كريس سايتز على موقع قاعدة بيانات كرة القدم.إي يو (الإنجليزية)
- كريس سايتز على موقع Soccerbase.com (لاعب) (الإنجليزية)
- كريس سايتز على موقع Soccerway.com (الإنجليزية)
- كريس سايتز على موقع عالم كرة القدم.نت (الإنجليزية)
- كريس سايتز على موقع أوليمبيديا (الإنجليزية)
- كريس سايتز على موقع AS.com (الإسبانية)